# حد ضرر (فیلم)
حد ضرر (به انگلیسی: Stop-Loss) یک فیلم سینمایی آمریکایی درام و جنگی به کارگردانی کیمبرلی پیرس محصول سال ۲۰۰۸ با بازی رایان فیلیپ، چنینگ تیتوم، ابی کورنیش و جوزف گوردون لویت است. این فیلم با بازخوردهای مختلفی روبرو شد، و کمتر از نیمی از بودجه ۲۵ میلیون دلاری‌اش در گیشه به دست آمد.

## داستان
یک کهنه سرباز که وظیفه اش را بعنوان یک نظامی در عراق به‌طور کامل انجام داده، به خانه اش در آمریکا بازمی‌گردد، اما پی می‌برد که زندگی اش کاملاً زیر و رو شده‌است…

## تولید
فیلمبرداری در اوت ۲۰۰۶ در مراکش و مکانهای مختلف در تگزاس - آستین، تگزاس، لاکهارت، سن آنتونیو و آهلند انجام شد. با این حال، این فیلم تا ۲۸ مارس ۲۰۰۸ منتشر نشد.